# Lilium armenum
Lilium armenum là một loài thực vật có hoa trong họ Liliaceae. Loài này được (Miscz. ex Grossh.) Manden. miêu tả khoa học đầu tiên năm 1941.